# Gemini 11
Gemini 11 fue una misión espacial tripulada del programa Gemini, de la NASA, realizada en septiembre de 1966. Fue el noveno vuelo tripulado del programa Gemini, y el decimoséptimo del programa espacial estadounidense. Durante el mismo se realizaron, entre otros, experimentos para generar una pequeña gravedad artificial, haciendo girar las dos naves espaciales conectadas por una correa. Gordon también realizó dos actividades extra-vehiculares por un total de 2 horas y 41 minutos.

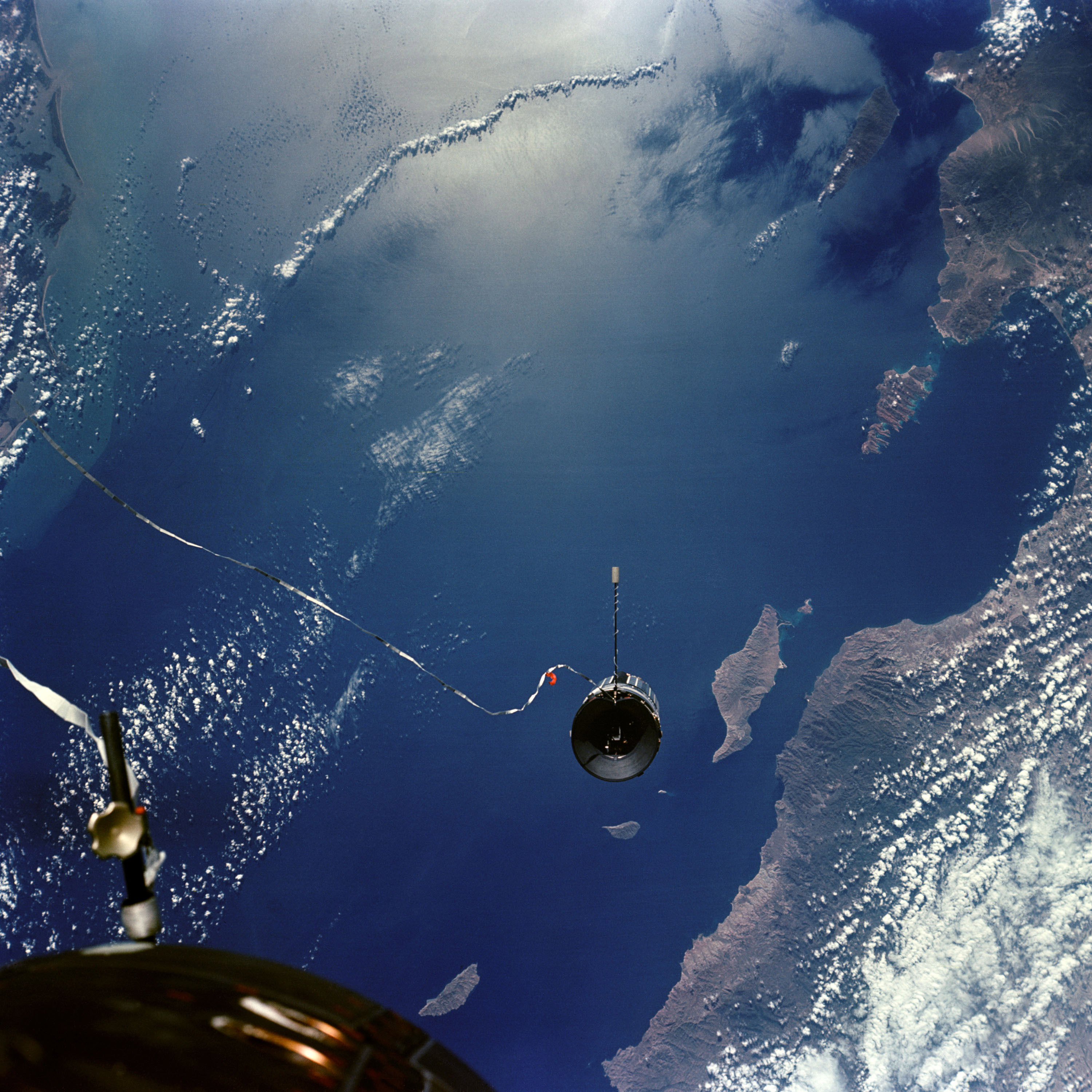
Gemini 11 Agena

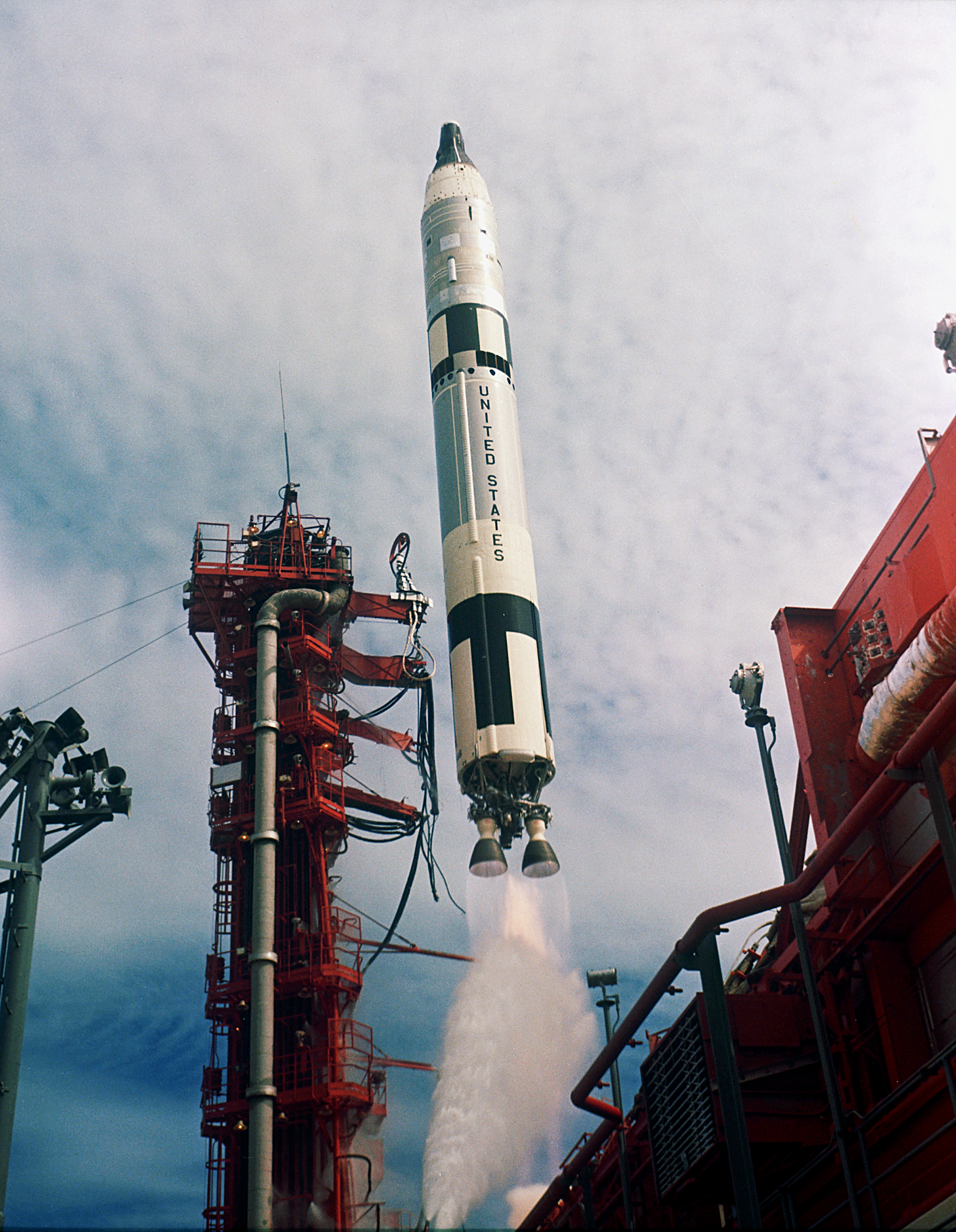
Lanzamiento Gemini-Titan 11

## Tripulación
- Pete Conrad, Comandante
- Richard Gordon, Piloto

### Tripulación de reemplazo
- Neil Armstrong
- William A. Anders